# Nicolas Ducimetière
Pour les articles homonymes, voir Ducimetière.
Nicolas Ducimetière, né le 2 avril 1979 à Ambilly, est un conservateur de bibliothèque, un conservateur de musée et un historien français. Spécialiste de l'histoire du livre et des bibliothèques, ainsi que de la poésie française de la Renaissance, il est vice-directeur de la Fondation Martin Bodmer (Genève) depuis 2012.

## Biographie
Issu d'une famille attestée dans le Genevois depuis le XIIIe siècle, Nicolas Ducimetière, ancien élève de khâgne, est titulaire d’une maîtrise en histoire, d’un diplôme d'études approfondies (DEA) en lettres modernes et d'un doctorat ès lettres de l'Université de Genève, avec une thèse sur la poésie politique durant la huitième Guerre de religion et les débuts du règne d'Henri IV (1589-1601). Il a occupé un poste de conservateur au Musée Barbier-Mueller, à Genève, entre 2004 et 2013. En charge d'une bibliothèque consacrée à la poésie de la Renaissance française (comportant un ensemble d'éditions originales et de manuscrits des poètes de la Pléiade, en premier lieu Pierre de Ronsard), il a organisé la première présentation publique de cette collection lors des expositions Mignonne, allons voir… (à la Fondation Martin Bodmer en 2007, puis au sein du cabinet des livres du Château de Chantilly l'année suivante),, accompagnées d'un ouvrage du même nom préfacé par Jean d'Ormesson. Il a travaillé pendant plusieurs années aux côtés de Jean Paul Barbier-Mueller à l'écriture d'un Dictionnaire des poètes français de la seconde moitié du XVIe siècle, récompensé par l'Académie française en 2016 et encore en cours de publication,,.
Depuis 2012, il occupe les fonctions de vice-directeur de la Fondation Martin Bodmer, à Cologny, non loin de Genève. Auteur ou éditeur scientifique d'ouvrages et d'articles sur les poètes de la Renaissance française ou sur l'histoire du livre et des bibliothèques, il a donné plusieurs études sur des poètes oubliés du XVIe siècle (comme le pasteur Antoine Channorier, les capitaines Michel Luette et Nicolas Renaud), ainsi que sur des bibliothèques d'écrivains ou d'artistes (Honoré d'Urfé, François de Malherbe, Ferdinand Hodler). Par ailleurs bibliophile, il a pu retrouver et faire connaître certains exemplaires jusqu'alors inconnus (édition originale des Pensées de Pascal ayant appartenu à son confesseur Antoine Arnauld, maître à penser du jansénisme) ou considérés comme perdus (premier recueil de Victor Hugo offert à son ami Lammenais).
Nicolas Ducimetière a par aileurs assumé plusieurs commissariats scientifiques, notamment pour les expositions Alexandrie la Divine (2014, aux côtés du professeur Charles Méla et de Frédéric Moeri), L'Histoire à la une (2014), Frankenstein, créé des ténèbres (2016, aux côtés du professeur David Spurr), Sur les traces des conquistadors (2017, Bains des Pâquis), Les Routes de la traduction - Babel à Genève (2017, aux côtés de la philosophe et académicienne Barbara Cassin), Histoires d'eau, bains d'encre (2019, Bains des Pâquis) et Géants et nains - Livres de l'extrême (2019-2022).
Vice-président et secrétaire de la Fondation Barbier-Mueller pour l'étude de la poésie italienne de la Renaissance (Université de Genève) depuis 2006, membre de la Commission fédérale suisse pour l'UNESCO (Département fédéral des Affaires étrangères) depuis 2016, président de la Société littéraire de Genève en 2021-2023, il a été reçu chevalier dans l’Ordre des Arts et Lettres en 2010. Il est lord of the manor de Westwick (comté de Durham, Angleterre) depuis 2019.

## Publications

### Ouvrages et directions d'ouvrages
- Nicolas Ducimetière, Mignonne, allons voir... - Fleurons de la bibliothèque poétique Jean Paul Barbier-Mueller, avant-propos de Jean d'Ormesson, préface de Michel Jeanneret, Paris, Hazan, 2007. Version anglaise : Mignonne, allons voir… - Highlights from the poetic library Jean Paul Barbier-Mueller (id.). Sélectionné pour le prix de bibliographie du SLAM 2007.
-  Nicolas Ducimetière, Michel Jeanneret et Jean Balsamo (dir.), Poète, prince & collectionneur – Etudes de littérature et d’histoire du XVIe siècle offertes à Jean Paul Barbier-Mueller, avec une préface de Marc Fumaroli (de l’Académie française), Genève, Droz, 2011.
-  Michel Jeanneret, avec la collaboration de Nicolas Ducimetière, Valérie Hayert et Radu Suciu (dir.), Le Lecteur à l’œuvre, Genève, Editions In-Folio / Cologny, Fondation Martin Bodmer, 2013.
-  Jean Paul Barbier-Mueller et Nicolas Ducimetière, avec la participation de Marine Molins, Dictionnaire biographique des poètes français de la seconde moitié du XVIe siècle, Genève, Droz, 2014 - 2024 (6 vol.). Ouvrage couronné par le Prix du rayonnement de la langue et de la littérature française de l’Académie française (2016).
- Nicolas Ducimetière, Quelques livres de, sur et autour de la Tunisie, avec une préface de Jacques Berchtold, Tunis, Editions Arabesques / Cologny, Fondation Martin Bodmer, 2016.
- Nicolas Ducimetière et David Spurr (dir.), Frankenstein, créé des ténèbres, Paris, Gallimard / Cologny, Fondation Martin Bodmer, 2016.
- Nicolas Ducimetière et Michel Jeanneret (dir.), La Renaissance italienne à pleines dents, Paris, Somogy / Genève, Fondation Barbier-Mueller, 2016. Version italienne : Il Rinascimento italiano a piene mani, Rome, Edizione di Storia e Letteratura / Genève, Fondation Barbier-Mueller, 2016. Version anglaise : The Italian Renaissance – A Zest of Life, Oxford, Legenda / Genève, Fondation Barbier-Mueller, 2017.
- Barbara Cassin et Nicolas Ducimetière (dir.), Les Routes de la traduction - Babel à Genève, Paris, Gallimard / Cologny, Fondation Martin Bodmer, 2017.
- Thierry Davila, Jacques Berchtold, Nicolas Ducimetière et Christophe Imperiali (dir.), Unique(s) - Cahiers écrits, dessinés, inimprimés, Paris, Flammarion / Cologny, Fondation Martin Bodmer, 2018.
-  Pierre Hazan, Jacques Berchtold, Nicolas Ducimetière et Christophe Imperiali (dir.), Guerre et Paix, avec une préface de António Guterres, secrétaire général de l'ONU, Paris, Gallimard / Cologny, Fondation Martin Bodmer, 2019.
- Nicolas Ducimetière, Géants et Nains - Livres de l'extrême à la Fondation Martin Bodmer, Genève, Editions Notati, 2021.
- Nicolas Ducimetière (dir. et scénarios), Secrets et destins de manuscrits - Dix jeunes bédéistes racontent l'histoire de dix ouvrages médiévaux enluminés, Genève, Editions Notari, 2023. Rose d’argent du « Prix de la Rose » 2024 (Musée de Cluny).

### Articles principaux
- « Un livre pour deux frères : l’exemplaire Arnauld de l’édition originale des Pensées de Pascal (1670) », dans Courrier du Centre International Blaise Pascal, n° 26, Clermont-Ferrand, Presses Universitaires Blaise Pascal, 2004, pp. 24-28.
- « Autour d’un exemplaire dédicacé de Paris : Mirbeau et Zola au cœur de la tourmente », dans Cahiers Octave Mirbeau, n° 12, Angers, Société Mirbeau – Université d’Angers, 2005, pp. 392-394.
- « La Pourpre et l’Or - Monnaies d’or romaines et byzantines dans les collections Barbier-Mueller », dans Arts & Cultures, n° 8, Paris, Somogy, Genève, Musées Barbier-Mueller, 2007, pp. 94-125.
- « Pratiques magiques dans l’Egypte pharaonique : une amulette protectrice du dieu-nain Patèque », dans Arts & Cultures, n° 9, Paris, Somogy, Genève, Musées Barbier-Mueller, 2008, pp. 40-63.
- « Un poète-soldat provençal méconnu : Nicolas Renaud (v. 1537 – v. 1565) », dans Bulletin du Bibliophile, Paris, 2010, n° 2010-1, pp. 62-99.
- « La bibliothèque d’Honoré d’Urfé : histoire de sa formation et de sa dispersion autour de quelques exemplaires retrouvés », dans XVIIe siècle, Paris, Presses universitaires de France, 2010, n° 249, pp. 747-773[19].
- « Un poète satirique en Chablais : le pasteur Antoine Channorier et sa singulière Légende dorée (1556) », dans Poète, prince & collectionneur – Etudes de littérature et d’histoire du XVIe siècle offertes à Jean Paul Barbier-Mueller, Genève, Droz, 2011, pp. 185-225.
- « Un lecteur à l’œuvre : Malherbe et sa pratique du livre », dans XVIIe siècle, Paris, Presses universitaires de France, 2013, n° 260 (2013-3), pp. 401-428[20].
- « Sauveurs et passeurs de textes : les bibliophiles et imprimeurs humanistes du XVe siècle », dans Charles Méla et Frédéric Moeri (dir.), Alexandrie la Divine, Genève, Editions de La Baconnière, Cologny, Fondation Martin Bodmer, 2014, pp. 962-969.
- « Coups d’essai : les étudiants poètes et leurs éditeurs durant la seconde moitié du XVIe siècle », dans François Rouget et Denis Bjaï (éds.), Le Poète et ses libraires – Actes du colloque international d’Orléans (5-7 juin 2013), Genève, Droz, 2014, pp. 211-255.
- « Les Muses oubliées d’un capitaine de la Ligue : Michel Luette de La Vallée du Maine (1566-1621) et ses poèmes politiques », dans Bulletin du Bibliophile, Paris, 2017, n° 2017-1, pp. 67-94.
- « Babel à la Bodmeriana : un voyage en Polyglossie », dans Nicolas Ducimetière et Barbara Cassin (dir.), Les Routes de la traduction - Babel à Genève, Paris, Gallimard / Cologny, Fondation Martin Bodmer, 2017, pp. 317-331.
- « Deux statues sur la route des grands explorateurs », dans Arts & Cultures, n° 19, Genève, Musée Barbier-Mueller, 2018, pp. 138-151.
-  « L’abbé et son pénitent - Un exemplaire retrouvé des Odes et poésies diverses de Victor Hugo (1822) », dans Bulletin du Bibliophile, Paris, 2018, n° 2018-1, pp. 93-119.
- « Esquisses d’une bibliothèque disparue : livres et lectures de Ferdinand Hodler », dans Niklaus Manuel Güdel (dir.), Ferdinand Hodler : documents inédits. Fleurons des Archives Jura Brüschweiler, Genève, Editions Notari / Cologny, Fondation Martin Bodmer, 2018, pp. 247-257.
- « Des dessins et des livres : Courbet et les gens de lettres », dans Niklaus Manuel Güdel (dir.), Gustave Courbet – Les Dessins, avec une préface de Louis-Antoine Prat, Paris, Les Cahiers dessinés, 2019, pp. 256-269.
-  « Poésie politique et propagande nationale durant les Guerres de religion (1562-1598) », dans Pierre Hazan, Jacques Berchtold, Nicolas Ducimetière et Christophe Imperiali (dir.), Guerre et Paix, Paris, Gallimard / Cologny, Fondation Martin Bodmer, 2019, pp. 105-113.
- « De l’étincelle à l’imprimé : les Archives Zermatten, un fonds “bodmerien”‌ », dans Suzanne Bochatay-Crettex, Maurice Zermatten : trajectoires correspondantes, Genève, Slatkine, 2019, pp. 137-141 (postface).
- « “Une collection de monuments littéraires” : la Fondation Martin Bodmer, bibliothèque et musée », dans Revue de la Bibliothèque nationale universitaire, n° 20 (dossier « Bibliothèques / musées »), Strasbourg, 2019, pp. 50-59.
- « “Cash” ou “flouze” ? Le trésor de tokens de l’Admiral Gardner (Goodwin Sands, 1809) », dans Numismatique asiatique, n° 32, Paris, Société de numismatique asiatique, 2019, pp. 19-30.
- « Etienne Valancier (v. 1545 - apr. 1584) : parcours d'un huguenot de guerre durant les Guerres de religion », dans Librarium, n° 2020-2, Zurich, 2020, pp. 119-135.
-  « Des pages nées entre désert et océan : brève histoire du manuscrit de Courrier Sud » [préface], dans Antoine de Saint-Exupéry, Courrier Sud : fac-similé du manuscrit autographe, Paris, Editions des Saints-Pères, et Cologny, Fondation Martin Bodmer, 2021, pp. [7]-[9].
-   « De la musique avant toute chose… » [préface], dans Muriel Brandt et David Burkhard (dir.), Des lignes et des notes – Trésors musicaux de la Fondation Martin Bodmer, Genève, Editions Notari et Cologny, Fondation Martin Bodmer, 2021, pp. 9-10.
-   « Entre amoureux des “poètes crottés” : souvenirs », dans Le Festin critique - Hommage à Michel Jeanneret, Genève, Droz / UniGe, 2021, pp. 153-155.
-   « Quand l’historien étudie le comique : un exemplaire de Plaute annoté par Gibbon », dans Béta Kapossy et Béatrice Lovis (dir.), Edward Gibbon et Lausanne – Le Pays de Vaud à la rencontre des Lumières européennes, Lausanne, InFolio, 2022, pp. 440-443.
-   « Au commencement étaient les livres : Engelberts libraire et bibliophile », dans Edwin Engelberts, galeriste et éditeur d’art, Genève, Editions Notari/Fondation Martin Bodmer/Université de Lausanne, 2022, pp. 168-183.

### Direction de collection
- avec Michel Jeanneret, co-direction éditoriale de la collection Sources, aux Presses universitaires de France.

## Distinctions
- Chevalier de l'ordre des Arts et des Lettres (promotion du 1er janvier 2010).
- Rose d’argent du « Prix de la Rose » 2024 du Musée de Cluny (Paris).

## Affiliations
- Membre du comité et ancien président de la Société littéraire de Genève
- Président de "Mémoires - Association pour l'amitié et la mémoire franco-suisses"
- Membre de l'Association internationale de bibliophilie
- Membre de la Schweizerische Bibliophilen-Gesellschaft
- Membre de la Société royale des bibliophiles et iconophiles de Belgique
- Membre de la Société bibliographique de France
- Membre du comité de la section suisse de la Fondation Sainte-Catherine du Sinaï[21]
- Membre du comité de l'Association culturelle Egypte-Suisse
- Membre honoraire de l'Association des Amis des Musées Barbier-Mueller
- Membre de la Manorial Society of Great Britain

## Dans la fiction
En 2018, il apparaît, sous ses propres nom et fonctions d'expert en manuscrits anciens, comme personnage du roman Carnaval noir de l'écrivain suisse Metin Arditi.